# Prix Joël Champetier

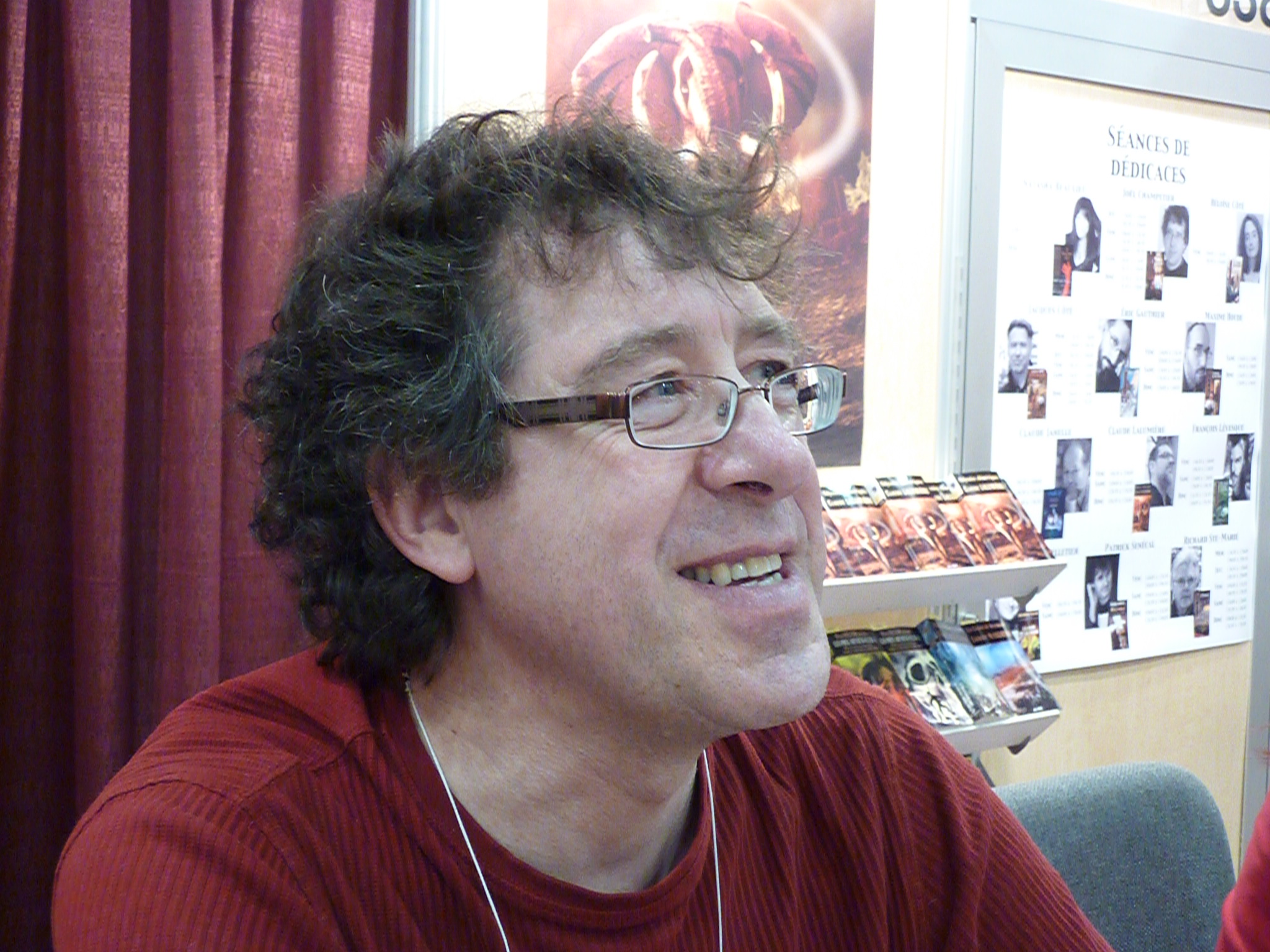
Joël Champetier (2012)

Der Prix Joël Champetier ist ein kanadischer Literaturpreis, der seit 2016 von dem französischsprachigen kanadischen Magazin Solaris verliehen wird. Ausgezeichnet werden französische Kurzgeschichten nicht-kanadischer Autoren für Werke aus den Bereichen der Science-Fiction, Fantasy und Phantastik. Die Texte müssen unveröffentlicht sein und maximal einen Umfang von 10.500 Worten bzw. 60.000 Zeichen haben. Der Preis ist mit 1000 Euro dotiert. Der ausgezeichnete Text wird im Magazin abgedruckt. Die Preisverleihung findet im Rahmen des jährlichen Festivals der Utopiales in Nantes in Frankreich statt, weshalb der Preis auch zur Gruppe des Prix Utopiales gerechnet wird.
Der Preis ehrt das Andenken des 2015 verstorbenen Science-Fiction-Autors Joël Champetier, der 20 Jahre lang leitender Redakteur von Solaris war.
Preisträger
- 2016: Olivier Paquet für Graine de fer
- 2017: Feldrik Rivat für Le Contrat Antonov-201
- 2018: nicht vergeben[3]
- 2019: Chloé Jo Bertrand für Chasseuse de soleil
- 2020: Christian Léourier für Ismaël, Elstramadur et la destinée
- 2021: Anne Wattel für Les Yeuses de Noire-Épine
- 2022: Christian Léourier für L’Auberge au bord du monde
- 2023: Florian Herbert-Pontais für Danser, chanter, lire les oiseaux